# Recherche d'un référentiel inertiel
 (mars 2015).
Si vous disposez d'ouvrages ou d'articles de référence ou si vous connaissez des sites web de qualité traitant du thème abordé ici, merci de compléter l'article en donnant les références utiles à sa vérifiabilité et en les liant à la section « Notes et références ».
Un référentiel est un système permettant de repérer les événements.
Le choix du référentiel détermine la forme des lois utilisées pour décrire les événements. Parmi tous les référentiels utilisés en mécanique, certains permettent d'avoir des lois, des équations plus simples, ce sont les référentiels inertiels, appelés aussi référentiels galiléens.
Comment faire pour qu'un point matériel y soit isolé, compte tenu de la gravitation ? Comment vérifier que son mouvement est vraiment rectiligne uniforme, sans appareillage qui ne trouble l'isolement ? Autant de questions, qui en pratique relèvent d'une décision : on décide à tel ou tel degré d'approximation de considérer tel référentiel comme inertiel.

## Exemple de référentiels
Le premier référentiel possible est celui « du laboratoire », donc en principe lié au solide Terre. L'expérience du pendule de Foucault a montré que la Terre n'était pas un référentiel inertiel, elle est elle-même en rotation par rapport à un référentiel inertiel.
Considérer le référentiel du laboratoire comme inertiel, cela veut dire que l'on néglige les effets des forces d'inertie induites par la rotation de la terre (force de Coriolis, force centrifuge). C'est impossible en météorologie, en dynamique des océans ou pour lancer des fusées, mais pour les sciences industrielles, cela suffit bien ; la précision des résultats étant généralement suffisante car l'espace concerné par le référentiel local est assez petit, que les forces (accélérations) développées par les mécanismes et la gravité sont grandes par rapport à celles qui sont dues à la rotation de la Terre.
Le deuxième possible est le référentiel géocentrique, d'origine le centre de masse T de la Terre et d'axes dirigés vers la sphère des fixes (qu'on va expliquer ci après). Dans ce cas, on néglige la rotation de la Terre autour du Soleil par rapport à un référentiel inertiel idéal.
Le troisième possible est le référentiel héliocentrique, d'origine le centre de masse du Soleil et d'axes dirigés vers la sphère des fixes, ou encore plus précisément, le référentiel de Copernic ayant pour origine le barycentre du système solaire et des axes dirigés vers la sphère des fixes. Dans ce cas, on néglige le mouvement du Soleil dans la Voie lactée par rapport à un référentiel inertiel idéal. Son accélération, a, est de l'ordre de 10−12 m/s2. On pourrait bien sûr prendre le centre de masse galactique comme origine, mais à quoi servirait un référentiel dont on ne saurait pas trouver l'origine expérimentalement ? On se contente donc du référentiel de Copernic pour tous les besoins spatiaux actuels.

## Sphère des fixes
La question de la sphère des fixes est à résoudre, car les étoiles sont toutes mobiles, par exemple le Soleil file à 70 km/s par rapport au référentiel du rayonnement cosmique fossile. Et plus elles sont loin et plus elles vont vite (récession des galaxies). Mais ce qui est pris en compte dans la pratique est leur angle vu de la Terre (voir l'article sur la parallaxe).
On rattache au mieux (on dit qu'on opère une réduction des observations) les étoiles les plus facilement observées au Soleil. Cela commença par le catalogue de 14 étoiles de Bessel. Puis 36. Puis en 1963, le Fundamental Katalog 4 (FK4) comprenait 1 535 étoiles, et en 1966 le FK5 donnait une meilleure définition de 50 mas (1 mas = 0,001 seconde d'arc). La mission Hipparcos fut réussie grâce à un exploit de J. Kovalewski : 120 000 étoiles à 1 mas, et surtout la comparaison des positions des radiosources mesurées en VLBI (very long base interferometry) et visibles par Hipparcos permit de rattacher le catalogue Hipparcos au référentiel des quasars supposés eux être suffisamment loin pour être vus sous un angle constant. On obtient la matrice de rotation et sa dérivée annuelle, à quelques mas près.
Ceci peut être considéré comme un acte de foi : croire que ce système ne tourne pas (par rapport à quoi ?). Mais aussi un point de vue logique : tant qu'aucun effet (accélération), conséquence d'une rotation, ne peut y être mesuré, un référentiel peut être considéré comme inertiel.
À cette question de l'espace galiléen, fait pendant la question du temps absolu.
La recherche d'un référentiel « de plus en plus galiléen », c'est-à-dire dans lequel les effets écarts aux lois de Newton sont de plus en plus faibles, perd son sens lorsqu'il faut prendre en compte les effets relativistes : l'évolution de la théorie de la relativité a montré que les lois de Newton n'étaient que des approximations.